# Hermacha
Hermacha es un género de arañas migalomorfas de la familia Nemesiidae. Se encuentra en África austral y Sudamérica. 

## Lista de especies
Según The World Spider Catalog 14.0:
- Hermacha anomala (Bertkau, 1880)
- Hermacha bicolor (Pocock, 1897)
- Hermacha brevicauda Purcell, 1903
- Hermacha capensis (Ausserer, 1871)
- Hermacha caudata Simon, 1889
- Hermacha conspersa Mello-Leitão, 1941
- Hermacha crudeni Hewitt, 1913
- Hermacha curvipes Purcell, 1902
- Hermacha evanescens Purcell, 1903
- Hermacha fossor (Bertkau, 1880)
- Hermacha fulva Tucker, 1917
- Hermacha grahami (Hewitt, 1915)
- Hermacha iricolor Mello-Leitão, 1923
- Hermacha itatiayae Mello-Leitão, 1923
- Hermacha lanata Purcell, 1902
- Hermacha mazoena Hewitt, 1915
- Hermacha nigra Tucker, 1917
- Hermacha nigrispinosa Tucker, 1917
- Hermacha nigromarginata Strand, 1907
- Hermacha purcelli (Simon, 1903)
- Hermacha sericea Purcell, 1902
- Hermacha tuckeri Raven, 1985